# Лудолф I фон Дасел
Лудолф I фон Дасел (на немски: Ludolf I von Dassel, * ок. 1115; † след 1166) е граф на Дасел (1153 – 1166).
Той е син на граф Райнолд I фон Дасел и съпругата му графиня Матилда фон Шауенбург (* ок. 1100). Брат му Райналд фон Дасел е 1159 – 1167 г. архиепископ на Кьолн и ерцканцлер на Италия. Сестра му Гепа е абатиса на Св. Урсула в Кьолн.
Той е бил най-малко два пъти на посещение при император Фридрих Барбароса в Гослар. Вероятно умира, както брат му Райналд, в похода на Фридрих Барбароса през 1167 в Италия от малария или дизентерия.

## Фамилия
Лудолф I се жени вероятно за Мехтхилд фон Шауенбург-Холщайн (* 1126), дъщеря на Адолф I († 1130) и на Хилдева. Двамата имат децата:
- Лудолф II фон Дасел (ок. 1174 – 1209), граф на Дасел
- Адолф I фон Дасел (1180 – 1224), граф на Дасел и Ратцебург
- София фон Дасел, омъжена за граф Бернхард II фон Вьолпе († 1221)
- вероятно Хазеке, омъжена за Готшалк фон Плесе